# PalaFranzanti
Il PalaFranzanti, talvolta chiamato anche PalAnguissola o, per ragioni di sponsorizzazione in occasione delle gare della Pallacanestro Piacentina PalaBakery, è un'arena coperta di Piacenza.
L'impianto è intitolato a Edgardo Franzanti, avvocato piacentino scomparso nel 1986 che ricoprì la carica di presidente provinciale del CONI e di assessore allo sport del comune di Piacenza.

## Storia e descrizione
Il palazzetto, facente parte dell'omonimo centro sportivo, viene utilizzato sia per attività sportive, soprattutto come palestra e per gare di pallavolo e pallacanestro, sia per attività ludiche, come concerti musicali.
L'impianto fu inaugurato il 21 novembre 1982 con la partita valida per il campionato di Serie C2 di pallacanestro maschile Piacenza-Alessandria, terminata sul punteggio di 67-64 per gli ospiti.
A partire dalla stagione 1983-1984 l'impianto venne utilizzato anche per le partite casalinghe della Pallavolo Femminile Piacenza, società militante nel campionato di Serie A2 femminile; la compagine continuò a utilizzare il palazzetto fino al termine della stagione 1985-1986, al termine della quale retrocesse dalla seconda serie nazionale.
Dal 1986 l'impianto fu sede di gioco delle gare del Basket Calendasco, militante nel campionato di Serie B femminile, che continuò a giocare nel palazzetto fino alla retrocessione dalla Serie B, avvenuta al termine del campionato 1989-1990, in seguito alla quale ritornarono a disputare le proprie gare casalinghe a Calendasco.
L'impianto tornò ad essere utilizzato per la pallavolo nella stagione 1988-1989, a seguito della promozione in Serie B1 maschile della Libertas Volley, che lo impiegò fino al termine dell'annata 1992-1993, dopo la quale ritornò a disputare le proprie gare casalinghe presso il palazzetto dello sport di via Alberici.
Dal 1994-1995, con l'approdo della squadra nella Serie A2 femminile di pallacanestro, il palazzetto ospitò la Basket Borgonovo, obbligata a traslocare per le ridotte dimensioni del palazzetto di Borgonovo Val Tidone. Nello stesso anno l'impianto torna ad essere utilizzato anche dal Basket Piacenza. Dopo la retrocessione dalla Serie A2 e la ripartenza dalla Serie C le borgonovesi abbandonarono l'impianto al termine dell'annata 1998-1999.
Dal 2000-2001, prima stagione della squadra nel campionato di Serie A2, fino all'apertura del più capiente PalaBanca, avvenuta nel 2005, ospitò le gare casalinghe della squadra maschile Pallavolo Piacenza.
A partire dalla stagione 2003-2004, dopo aver già ospitato le prime gare della stagione precedente, il PalaFranzanti iniziò ad ospitare regolarmente le gare casalinghe della squadra di pallavolo femminile River Volley, che fino a quel momento aveva avuto il palazzetto dello sport di Rivergaro come sede di gioco. Contemporaneamente l'impianto viene abbandonato dal Basket Piacenza, confluito nella neonata Unione Cestistica Piacentina, che fissò il suo campo di gioco presso il palazzetto di Fiorenzuola d'Arda.
Nel 2005-2006 e nel 2008-2009 l'impianto ospitò le final four della Coppa Italia di Serie A2 di pallavolo femminile, a cui partecipava il River Volley, che si aggiudicò il trofeo nella prima occasione.
Tra il 2005 e il 2011 l'impianto ospitò la squadra di pallacanestro dell'Unione Cestistica Piacentina fino a quando, con la promozione in Legadue, essa si trasferì al PalaBanca.
Nel maggio 2012, in occasione dei play-off per promozione del campionato di Divisione Nazionale C, l'impianto venne utilizzato dalla Pallacanestro Piacentina, che in precedenza aveva disputato le proprie gare casalinghe presso il palazzetto di Fiorenzuola d'Arda. Dalla stagione successiva la squadra disputò regolarmente le proprie gare casalinghe nell'impianto.
A partire dalla stagione 2012-2013 il River Volley abbandonò l'impianto trasferendosi, come già fatto in precedenza dalle squadre maschili di pallavolo e pallacanestro, presso il PalaBanca, che già aveva ospitato gara 2 delle semifinali scudetto nella stagione 2011-2012
Dalla stagione 2012-2013 il PalaFranzanti ospitò la Pallavolo Piacentina, società al debutto nel campionato di Serie B2 femminile e che in precedenza aveva disputato le proprie gare interno a Gossolengo. Il palazzetto rimase sede delle gare casalinghe della compagine fino alla cessione del titolo sportivo alla Polisportiva Filottrano Pallavolo, avvenuta nel 2015.